# أحمد الجدع
أحمد بن عبد اللطيف الجدع القيسي من مواليد مدينة جنين إحدى مدن شمال فلسطين، ولد عام 1360 هـ / 1941م توفاه الله بتاريخ 8/يونيو/2012، تعلم مراحل التعليم الثلاث الابتدائية والإعدادية والثانوية في مدارس مدينة جنين، حصل على شهادة الدراسة الثانوية الأردنية (المترك) عام 1958م، حصل على شهادة الدراسة الثانوية المصرية (التوجيهية) عام 1959م من كلية النجاح الوطنية بمدينة نابلس بفلسطين، حصل على الشهادة الجامعية الأولى من كلية الآداب قسم اللغة العربية من جامعة بيروت العربية عام 1970م بتقدير جيد جداً مع مرتبة الشرف الثانية، حصل على دبلوم عام في التربية وعلم النفس من جامعة قطر عام 1977م بتقدير جيد جداً، حصل على دبلوم خاص في التربية وعلم النفس من جامعة قطر عام 1982م بتقدير جيد.

أحمد الجدع في شبابه

عمل في مجال التربية في كل من جنين في فلسطين والطائف في المملكة العربية السعودية والدوحة في دولة قطر، أنشأ دار الضياء للنشر والتوزيع في عمان بالمملكة الأردنية الهاشمية عام 1984م وعمل مديراً لها حتى وفاته، عضو لجنة الرصيد اللغوي بوزارة التربية والتعليم القطرية (سابقاً)، عضو لجنة الذخيرة العربية بوزارة الثقافة بالمملكة الأردنية الهاشمية (سابقاً)، عضو اتحاد الكتاب والصحفيين الفلسطينيين في الدوحة بدولة قطر، عضو رابطة الأدب الإسلامي العالمية منذ تأسيسها، عضو في رابطة أدباء الشام، عضو في الهيئة الإدارية لاتحاد الناشرين الأردنيين (2005م-2006م)، مدير معرض عمان الدولي للكتاب (2006م)، رئيس اتحاد الناشرين الأردنيين (2007م).
حاصل على شهادة تقدير من وزارة التربية والتعليم القطرية عام 1405هـ 1985م.
متزوج منذ عام 1972م وله من البنين ثلاثة: حسان ومحمد وأنس، ومن البنات اثنتان: أمامة ودانة.
له عشرات المقالات في الصحف والمجلات والمواقع الإلكترونية العربية.

## أبرز إنتاجاته الأدبية والفكرية

### تاريخ القبائل العربية وأنسابها
1. تاريخ باهلة وغني وأنسابها
2. تاريخ تميم وأنسابها
3. تاريخ ثقيف وأنسابها
4. تاريخ حنيفة وأنسابها
5. تاريخ خزاعة وأنسابها
6. تاريخ ذبيان وأنسابها
7. تاريخ عبد القيس وأنسابها
8. تاريخ عبس وأنسابها
9. تاريخ غطفان وأنسابها
10. تاريخ قريش وأنسابها
11. تاريخ مازن وسليم وأنسابها
12. تاريخ هذيل وأنسابها
13. تاريخ هوازن وأنسابها
14. نسب أسد بن خزيمة
15. نسب الأنصار: الأوس والخزرج
16. نسب الأنصار: أنساب الأنصاريات
17. نسب قريش: أنساب القرشيات
18. نسب قريش: قبائل قريش العشر التي توارثت الشرف بمكة
19. نسب قريش: قريش البطاح وقريش الظواهر وما تفرق من قريش في القبائل
20. نسب كنانة

### في مجال الأدب العربي الإسلامي
1. أجمل مائة قصيدة في الشعر الإسلامي المعاصر (أربعة أجزاء)
2. أشهر القصائد العربية المعاصرة: قصائد لها تاريخ (جزأين)
3. نوادر القصائد العربية
4. دراسات في الشعر الإسلامي المعاصر
5. الأمالي في الشعر العربي المعاصر
6. الأمالي في الشعر العربي الجاهلي
7. معلقات الشعر في عصر النبوة
8. اعتذاريات الشعراء للرسول صلى الله عليه وسلم
9. المعلقات النسائية: أشهر قصائد النساء في الشعر العربي
10. دواوين الشعر الإسلامي المعاصر: دراسة وتوثيق
11. المطارحات الشعرية: قوانينها ومعجمها الشعري
12. شعراء الدعوة الإسلامية في العصر الحديث (في طبعته القديمة) (عشرة أجزاء)
13. شعراء الدعوة الإسلامية في العصر الحديث – شعراء بلاد الشام (ثلاثة أجزاء)
14. أناشيد الدعوة الإسلامية (أربعة أجزاء)
15. فلسطين في فكر سيد قطب وأدبه
16. معجم دواوين الشعر العربي المعاصر

### دواوين الشعر
1. الخروج من جحر الضب
2. العودة من حيث المبتدأ

### في مجال النحو العربي
1. قواعد النحو العربي مرحلة التأسيس
2. قواعد النحو العربي المرحلة الأولى
3. قواعد النحو العربي المرحلة الثانية

### في مجال الإسلاميات
1. أولاد الرسول وأحفاده وأرباؤه
2. معاني أسماء الصحابة
3. صحابيات ومواقف (ترجم إلى اللغة الفارسية)
4. مصارع الصحابة
5. ألقاب الصحابيات
6. نساء حول الرسول صلى الله عليه وسلم (ترجم إلى اللغة الإنجليزية)
7. صراعنا مع اليهود: من أين وإلى أين
8. فدائيون من عصر الرسول صلى الله عليه وسلم
9. والله يعصمك من الناس: عرض تاريخي أدبي لمحاولات اغتيال الرسول
10. ألقاب الصحابة: مصادرها وقصصها وأهدافها
11. مجموعة خطب مفتي جنين الشيخ توفيق محمود جرار في الجامع الكبير جامع السيدة فاطمة خاتون
12. معاني أسماء الصحابيات

### في مجال التراجم
1. معجم الأدباء الإسلاميين المعاصرين (ثلاثة أجزاء)
2. شعراء معاصرون من الخليج والجزيرة العربية
3. أحمد ديدات: حياته، نشاطه، مناظراته
4. شعراء العرب المعاصرون: إبراهيم العريض شاعر من البحرين
5. شعراء العرب المعاصرون: أحمد مشاري العدواني شاعر من الكويت
6. شعراء العرب المعاصرون: بدر شاكر السياب شاعر من العراق
7. شعراء العرب المعاصرون: حسن عبد الله القرشي شاعر من الحجاز
8. شعراء العرب المعاصرون: سعيد عبد الهادي تيم من شعراء الوطنية في فلسطين
9. شعراء العرب المعاصرون: صقر بن سلطان القاسمي شاعر من الإمارات
10. شعراء العرب المعاصرون: عبد الرحمن بن قاسم المعاودة شاعر من قطر
11. شعراء العرب المعاصرون: عبد الله بن علي الخليلي شاعر من عُمان
12. شعراء العرب المعاصرون: علي أحمد باكثير شاعر من حضرموت
13. شعراء العرب المعاصرون: محمد محمود الزبيري (أبو الأحرار) شاعر من اليمن
14. شعراء العرب المعاصرون: يوسف العظم شاعر الأقصى
15. أبو سفيان بن حرب من الجاهلية إلى الإسلام
16. أدباء وعلماء عرفتهم

### في مجال القصص
- الكنز الذي قتل صاحبه

### في مجال المعرفة العامة
- قاموسك الثقافي الكنز الذهبي في المعلومات العامة (خمسة عشر جزءاً)

## كتب ودراسات عنه
1. أحمد الجدع وجهوده في خدمة الشعر الإسلامي المعاصر : حسين صديق حكمي.
2. المثقاف في النقد الأدبي: وفيه تحليل وتعليل وتذليل وتأصيل لقصيدته «الدخول في جحر الضب»: الدكتور عودة الله منيع القيسي.
3. أقيم له حفل تكريم في مقر رابطة الأدب الإسلامي العالمية – فرع الأردن بتاريخ 16/4/2002م.